# 譚志強
譚志強（葡萄牙語：Ricardo Reis da Camões Tam，1958年10月—），生於葡屬澳門，原籍廣東省香山縣（今中山市）南朗鎮崖口村，是活躍於中港澳台的時事評論員，電台、電視、網路電台時事政論節目主持人、專欄作家和大學教授。1977年已落戶台灣。他是一位天主教徒，聖名方濟各（Francisco）。外號譚博士或譚博（Dr. Tam）。擁有十六份之一法國血統。
由於出生和升學之故，譚博士擁有葡萄牙和中華民國國籍及澳門與香港居民身份，並持有港澳居民回鄉證，但從未持有也沒有計劃申請香港特區護照、澳門特區護照、英國國民（海外）護照。
1993年7月，譚志強正式返回香港定居後，又在香港大學專業進修學院進修了一年由葡國駐香港總領事館開辦的《葡萄牙語言與文化課程》和三個月英國文化協會開辦的《新聞英文文憑課程》。 2023年移居台灣。

## 簡歷

### 專業及學術經歷
碩士畢業後歷任台北中國時報研究員、駐北京特派記者、駐香港特派記者、撰述委員、主筆，是台港澳地區最資深的大中華線記者之一。著有澳門主權問題始末（1994）、變遷中的港澳大眾傳播事業（與老冠祥等合著，初版1997，修訂再版1999）及有關兩岸關係及港澳研究的學術論文約三十篇。

### 專業團體
曾任台灣駐港記者協會主席（2000年-現在）、香港記者協會副主席（2002年-2005年）及香港記者協會主席（2008年-2009年）、香港特區政府職業訓練局新聞傳播教育委員會委員。現任澳門傳播學會副會長、澳門兩岸暨澳台關係協會常務理事、澳門文化產業協進會顧問。

### 新聞傳播教育
2000年1月開始，先後在香港浸會大學、香港珠海學院、香港大學、香港樹仁大學、澳門大學、澳門高等校際學院（今稱聖若瑟大學）、澳門中西創新學院等多家港澳大專院校兼課。2010年9月至2020年6月，出任澳門科技大學人文藝術學院（新聞傳播課程）專任助理教授、博士生導師、學術管理委員會委員、考試委員會委員、實習與就業管理輔導委員會主任，已經於6月30日離任。

### 傳媒工作
電子和網路媒體方面，現時仍於鳳凰衛視、香港亞洲電視、香港電台、香港商業電台、now新聞台、香港人網、澳門電視台、澳亞衛視、澳門蓮花衛視、加拿大中文廣播電台、自由亞洲電台等多家機構擔任特約評論員、嘉賓主持，以評論中國內地、台灣、香港、澳門四地政治、經濟、社會和文化現象為主，最近也會從地緣政治學和區域研究的角度分析和評論俄羅斯與東歐、中東與伊斯蘭世界、撒哈拉以南的非洲、中亞、南亞、東南亞等地區的冷門話題。
紙本媒體方面，目前仍是香港明報月刊、亞洲周刊（中文版）特約撰述，澳門月刊、澳門新生代月刊專欄作家，並常以評論員身份接受中港澳台和外國傳媒的訪問。
由於2017年起遭受聲帶發炎、眼疾和痛風（足疾）之故，譚志強目前已經停止參與絕大多數電台電視節目，在家裡種花讀書，每周定時登山打球游泳騎單車，休息養病，不定期擔任嘉賓主持的節目只有：
- 澳門電視台之風火台（香港時間：每周四晚上十點半至十一點十五分首播）
- 公民有計傾（澳門時間：每周四晚上九點半至十點半網路現場直播）
- Too Simple, Sometimes Naive, 張寶華
- 堅離地城,沈旭輝

曾經主持或暫時停播的節目包括：
- 香港電台之時事沙龍台北情報員
- 香港電台之千禧年代
- 香港商業電台之醒晨
- 傳訊電視中天頻道之香港論壇
- 香港人網（網路電台）之譚天說地
- 香港亞洲電視之把酒當歌
- 香港電台講東講西之講古講今、時事紅藍綠
- 香港商業電台之光明頂
- now新聞台之大鳴大放
- 澳亞衛視之澳門萬象
- 鳳凰衛視之時事辨論會、環球人物周刊、新聞今日談
- 澳門蓮花衛視之澳門開講（香港時間：每周五晚上七點至八點首次直播）
- 加拿大中文廣播電台之名咀論香江（加拿大西部時間：每周四早上十點半首播）
- 香港花生（網路電台）之黨國笑譚（香港時間：每周六晚上八點至九點半首播）
- 自由亞洲廣播電台(Radio Free Asia, RFA)之無所不譚（香港時間：每周二晚上八點至八點十五分首播）

## 外部連結
- 譚博士的博客
- 譚博士的微博（页面存档备份，存于）
- 澳門科技大學人文藝術學院學院人員資料 （页面存档备份，存于）
- 譚天說地於香港人網的節目重溫（页面存档备份，存于）
- 黨國笑譚

1. ↑  28.01.2016 商業電台 光明頂 國籍問題 陶傑 譚志強，譚於節目中承認擁有台、葡及香港澳門永久居民身份
2. ↑  兩性平等與尊重：傳媒與社會文化，何去何從？研討會